# ريل تايم أسوسيتس
ريل تايم أسوسيتس (بالإنجليزية: Realtime Associates)‏ ، هي شركة أمريكية لتطوير ألعاب الفيديو، تقع مقرها في ولاية كاليفورنيا الأمريكية، أسست سنة 1986، أصدرت الكثير من الألعاب لأنظمة تشغيل مختلفة مثل بلاي ستيشن 2 وإكس بوكس وسيجا ساترن.

## وصلات خارجية
الموقع الرسمي